# Cone Island (Marlborough)
Cone Island ist eine Insel vor der Westküste der Insel Rangitoto ki te Tonga/D’Urville Island im Norden der Südinsel von Neuseeland.

## Geographie
Die rund 90 m lange und rund 45 m breite Insel befindet sich im südlichen Teil der Bucht Manuhakapakapa, rund 130 m von der Küstenlinie der Insel D’Urville Island entfernt. Zu der Insel, die administrativ zum Marlborough District zählt, gehören ein paar umsäumende Felsen.